# Учень

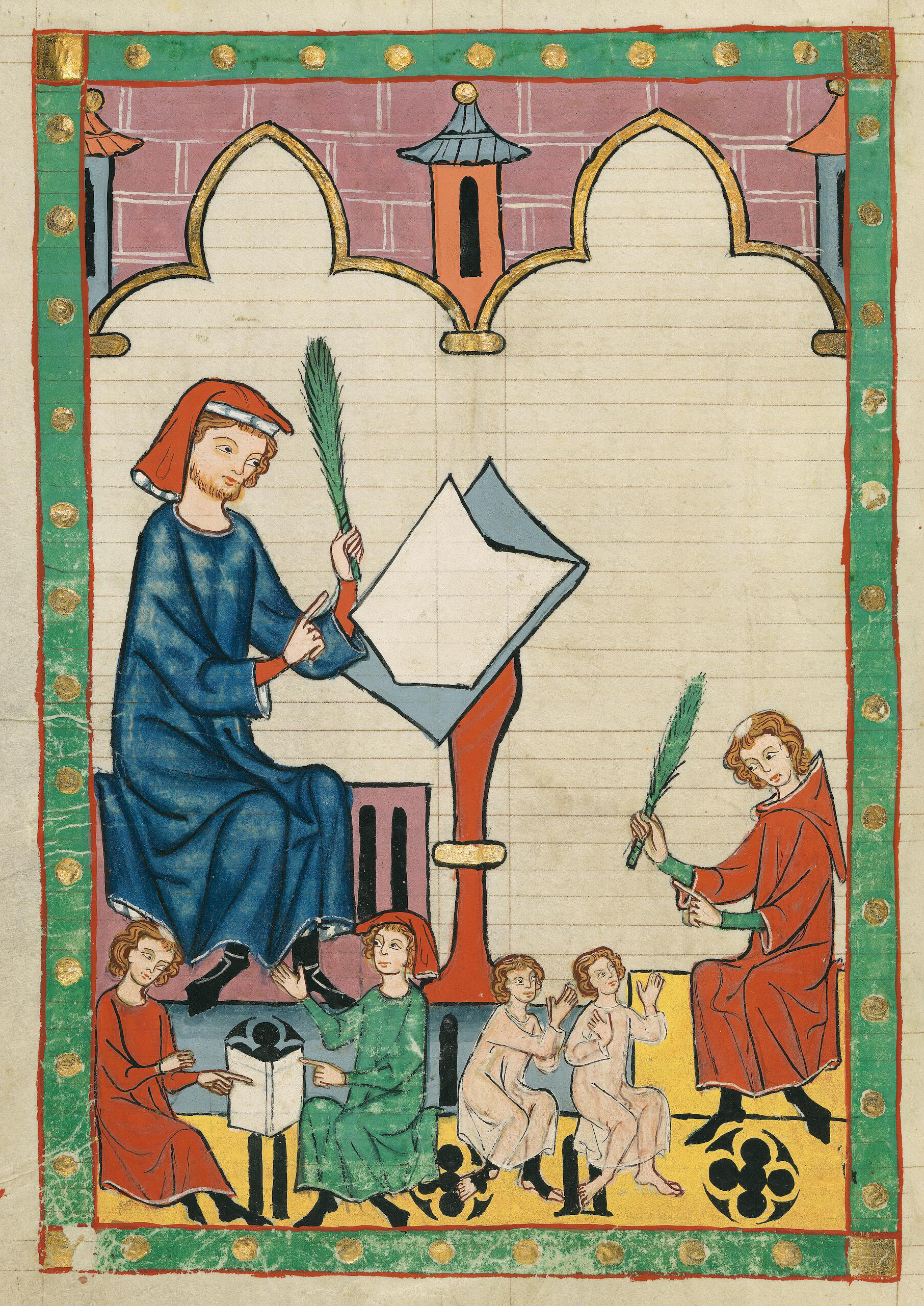
Учитель і учні.

У́чень, учени́ця — поняття вживане зазвичай до вихованця у віці від 6-7 років до 17-18 років який відвідує школу чи позашкільні навчальні заклади. У другому випадку, при відвідуванні гуртків (організованих у позашкільних навчальних закладах) може застосовуватись поняття гуртківець. У законодавстві України, замість терміна учень закріплено термін «Діти шкільного віку», для зручності означення такої категорії осіб.  Окрім загальноосвітнього середовища, у більш широкому та загальному розумінні поняття може застосовуватись до будь-якої особи, яка користується інформацією, знаннями, уроками і настановами, які їй надає соціум або наставник, з метою покращення власного рівня знань у будь-якій галузі. Поняття учень у США ототожнюють з поняттям студент.
Абстраговане поняття «учень» може застосовуватись безтерміново для послідовників філософського вчення (наприклад, Елейська школа) чи наукових течій (наприклад, наукова школа Стражеска), яке вони отримали від наставника або будучи послідовниками школи. 